# Stockholms norra kontrakt
Stockholms norra kontrakt var ett kontrakt inom Svenska kyrkan i Stockholms stift. Det upphörde 31 december 1994.

## Administrativ historik
1 juli 1942 i samband med bildandet av Stockholms stift bildades Stockholms kontrakt från församlingar ur Stockholms konsistorium. Det omfattade vid bildandet
- Bromma församling tillförd från Roslags västra kontrakt som 1943 överfördes till Svartsjö kontrakt
- Johannes församling som 1995 överfördes till Domkyrkokontraktet
- Hedvig Eleonora församling som 1995 överfördes till Östermalms-Lidingö kontrakt
- Oscars församling som 1995 överfördes till Östermalms-Lidingö kontrakt
- Engelbrekts församling som 1995 överfördes till Östermalms-Lidingö kontrakt
- Gustav Vasa församling som 1995 överfördes till Domkyrkokontraktet
- Matteus församling som 1995 överfördes till Domkyrkokontraktet
- även ingick de församlingar som sedan bildade Stockholms södra kontrakt

1 oktober 1943 upplöstes Stockholms kontrakt och Stockholms norra och södra kontrakt bildades. I samband med detta överfördes Bromma församling till Svartsjö kontrakt
Stockholms norra kontrakt kom att omfatta församlingar enligt ovan, förutom Bromma.

## Kontraktsprostar
| Ämbetstid | Namn           | Levnadstid | Kommentarer                              |
| --------- | -------------- | ---------- | ---------------------------------------- |
| 1943–1947 | Gustaf Ankar   | 1877–1968  | Kyrkoherde i Gustav Vasa församling.     |
| 1948–1955 | Erik Bergman   | 1886–1970  | Kyrkoherde i Hedvig Eleonora församling. |
| 1958–1963 | Simon Skoglund | 1899–      | Kyrkoherde i Hedvig Eleonora församling. |
| 1964–1970 | Hans Åkerhielm | 1908–2003  | Kyrkoherde i Hedvig Eleonora församling. |
| 1977–1984 | Lars Arwén     | 1920–1995  | Kyrkoherde i S:t Johannes församling.    |